# Антетонітрус
Антетонітрус (Antetonitrus ingenipes) — найстарший з відомих  завроподів, що жили під час пізнього тріасу в південній Африці. Був чотириногим рослиноїдом, як і більшість його пізніших родичів, але був значно меншим від решти завроподів. Незважаючи на це, був найбільшим створінням у своєму середовищі — досягав 10 м завдовжки і 2 т маси, однак мав чимало примітивних рис.
Назву цього динозавра утворено від двох латинських слів — ante (до) i tonitrus (грім). Назву цю часто пов'язують з іншим (щоправда, як виявилося, неіснуючим, але назва й надалі з'являється в попкультурі) бронтозавром (ящер-грім).
Назву цей ящір одержав від Адама Ятеса (англ. Adam Yates), австралійського палеонтолога в 2003 році. Рештки його в 1981 р. знайшов палеонтолог Кітшинг (англ. J.W. Kitching) в провінції Free State в Південній  Африці. Знахідки, які зберігаються в Instytucie Bernarda Price'a, спочатку були класифіковані як кістки Euskelosaurus, тріасового прозавропода. Багато років пізніше Адам Ятес розпізнав у тих рештках інший вид і, завдяки його старанності, антетонітрус відомий як примітивний завропод.
Антетонітрусу притаманно кілька ознак завропода, однак мав він також ознаки примітивізму — риси прозавроподів. На противагу до своїх легкої будови, які могли ходити на двох ногах, предків, він демонструє певні риси чотироногості — мабуть він був першим динозавром, який ходив у такий спосіб. Подібно до інших завроподів, його передні кінцівки були значно довші ніж задні, в той же час кістки антетонітруса були масивні та широкі, що дозволяло підтримувати масу такого важкого творіння. Однак на його передніх кінцівках існує великий кривий «крюк», подібний до тих, які мали прозавроподи. Варто зауважити, що екземпляр, знайдений науковцями, був відносно молодим.
Антетонітрус був базальним завроподом, в еволюційній лінії динозаврів, які займають місце поблизу таких динозаврів як вулканодон чи Isanosaurus attavipachi, чи більш примітивних як меланорозавр та анхізавр. Був він родичем південноамериканського лессемзавра, який, в свою чергу, був родичем бліканазавра, що також жив у південній Африці. Єдиним відомим видом антетонітруса є Antetonitrus ingenipes.
Рештки антетонітруса не є найстаршими знайденими рештками завропода за віком кісток — в той самий час як і він жили, наприклад: бліканазавр і меланорозавр. Однак антетонітрус є найстаршим згідно хронологічної системи. Найстарішими рештки належать Isanosaurus attavipachi з Таїланду.